# Tsuwano
Tsuwano (japanska: 津和野町?, Tsuwano-chō) är en landskommun (köping) i Shimane prefektur i Japan. Orten är 700 år gammal och ligger inklämd bland bergen i en floddal. I staden finns många välbehållna samurajhus. I stadens bäckar finns tusentals färgskarpa karpar, de sägs vara tio gånger så många som Tsuwanos befolkning.
Tsuwanos katolska kyrka hedrar minnet av de 36 japanska kristna som mördades här 1886. På andra sidan av staden ligger Inarihelgedomen Taikodani på en bergssluttning. Det är en av Japans viktigaste helgedomar som tillägnades guden Inari (Räv) och den nås via en tunnel av torii (portar), totalt 1174 stycken. En linbana går längs sluttningens andra sida till ruinerna av Tsuwanoslottet på toppen.
Amane Nishi, (1829-1897), som föddes i Tsuwano var en statsman och filosof under meijitiden.

## Bilder

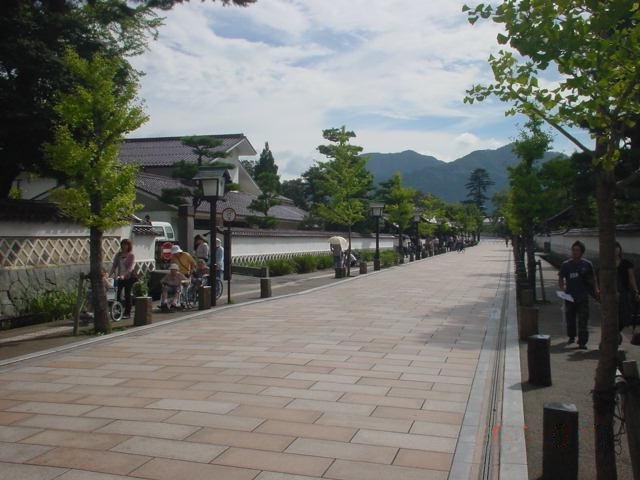
En gata med historiska byggnader i Tsuwano
Vy över Tsuwano
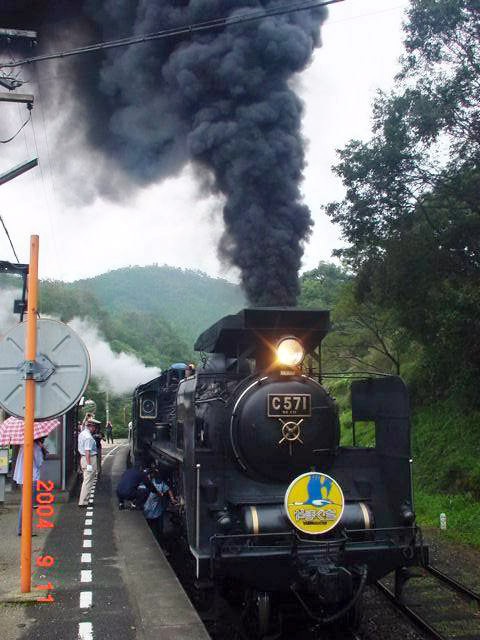
Yamaguchi-gō, turisttåg med ånglok